# Масселуайт, Чарли
Чарльз Дуглас Масселуайт (англ. Charles Douglas Musselwhite; род. 31 мая 1944, Косцюшко, Миссисипи, США) — американский блюзовый харпер, гитарист, вокалист и автор песен. Лауреат Грэмми (2013) и одиннадцатикратный номинант на Грэмми (1991, 1994, 1997, 1999, 2002, 2002, 2013, 2014, 2020, 2023, 2024). Лауреат Blues Music Awards в номинациях «Альбом года» (2007, 2014, 2021), «Альбом традиционного блюза» (2007, 2014, 2021), «Альбом современного блюза» (2005), «Альбом акустического блюза» (2023), «Исполнитель традиционного блюза» (2011, 2012, 2014), «Исполнитель современного блюза» (2003, 2005), «Песня года» (2002, 2007), «Группа года» (1995), «Блюзовый инструменталист — иной»/«Блюзовый харпер» (1990, 1992—1996, 1999, 2001—2007, 2011, 2012, 2014, 2015); номинант Blues Music Awards в номинациях «Артист года» (1995), «Альбом года» (2003, 2011, 2014), «Альбом традиционного блюза» (2011), «Альбом современного блюза» (1995, 2000, 2003, 2014), «Исполнитель традиционного блюза» (2007), «Исполнитель современного блюза» (1995, 2003), «Блюзовый инструменталист — иной»/«Блюзовый харпер» (1989, 1991, 1997, 1998). Член Зала славы блюза (2010). Один из первых белых музыкантов, взявшихся за изучение городского фолк-блюза во время возрождения блюза 1960-х годов, часто называется как «белый блюзмен» (в отличие от подавляющего большинства блюзменов Чикаго в эпоху расцвета блюза бывших чернокожими).

## Биография
Чарли Масселуайт, отца и деда которого звали точно так же, то есть он — Чарли Масселуайт III, родился в 1944 году в Косцюшко, Миссисипи. Его мать говорила что среди её дальних предков есть индейцы чероки. Семья была музыкальной: отец играл на гитаре и гармонике, мать на фортепиано, а один из родственников был человек-оркестр. Когда Чарли было три года, он с матерью переехал в Мемфис, Теннесси.
В подростковом возрасте Масселуайт зарабатывал на жизнь копая канавы, укладывая бетон, а также возил контрабандный самогон в своём автомобиле Lincoln выпуска 1950 года. Под впечатлением от Элвиса Пресли и Джонни Кэша начал осваивать гармонику и гитару, и с 13 лет играл в джук-джойнтах с местными музыкантами. Переехав в Чикаго в начале 1960-х, он познакомился с многими блюзовыми музыкантами Южной стороны: Мадди Уотерсом, Джуниором Уэллсом, Сонни Боем Уильямсоном, Бадди Гаем, Хаулином Вулфом, Литтлом Уолтером и Биг Уолтером Хортоном. Чарли Масселуайт постоянно работал водителем дезинсекторов и время от времени работал в магазине пластинок Jazz Record Mart, вечерами полностью погрузившись в блюзовую жизнь Чикаго. Начал выступать после встречи с Мадди Уотерсом, как вспоминал сам музыкант: «Когда я впервые приехал в Чикаго, я был рад просто потусоваться, пообщаться и послушать отличный блюз, но когда Мадди Уотерс узнал, что я играю на губной гармошке, он настоял, чтобы я посидел [поиграл блюз с ним]. Это все изменило, потому что другие музыканты услышали меня и начали предлагать мне концерты. Боже, как это меня сфокусировало. Я мог бы никогда не построить карьеру в музыке, если бы такие люди, как Мадди, не были такими приветливыми и подбадривающими». В Чикаго Чарли завязал дружбу на всю жизнь с Джоном Ли Хукером: он был шафером на третьей свадьбе Масселуайта.  Постепенно Масселуайт стал хорошо известен в городе и получил прозвище Мемфисский Чарли.
В 1965 году, работая в Jazz Record Mart, Чарли Масселуайт познакомился с продюсером Vanguard Records Сэмом Чартерсом, который включил его запись в блюзовую трилогию-блокбастер Chicago/The Blues/Today! (Volume 3 / VRS 9218), в которой он сыграл с группой Big Walter Horton 's Blues Harp Band и стал единственным не чернокожим музыкантом, записанным на этом знаковом релизе. В 1965 же году Масселуайт сыграл на гармошке в альбоме Джона Хаммонда So Many Roads. Затем Чартерс подписал с Масселуайтом еще один контракт, в результате которого в 1967 году вышел первый альбом Масселуайта Stand Back! Here Comes Charley Musselwhite's South Side Band. Этот альбом постиг немедленный успех и Масселуайт на волне этого успеха перебрался в Сан-Франциско (где живёт по сей день) — чтобы не конкурировать со множеством блюзовых музыкантов Чикаго. Мало того, он ещё и убедил переехать туда и Джона Ли Хукера. Там Масселуайт стал работать с молодым калифорнийским гитаристом Роббеном Фордом.
С тех пор Чарли Масселуайт выпустил более двадцати собственных альбомов, собрав множество наград. Он номинировался на Грэмми двенадцать раз и один раз стал лауреатом премии с альбомом Get Up!, записанным в 2013 году с Беном Харпером. Чарли Масселуайт сыграл ещё на двух альбомах, удостоенных Грэмми: Longing in Their Hearts Бонни Рэйтт и Spirit of the Century группы Blind Boys of Alabama. Музыкант записывался и выступал со многими звёздами блюза, а также с известными музыкантами, выступающими в других жанрах, например с Миком Джаггером, Томом Уэйтсом, Синди Лаупер и INXS. С 1989 по 2007 год включительно Чарли Масселуайт был номинантом Blues Music Awards в какой-либо категории в каждом году, с 2001 по 2007 годы ежегодно признавался лучшим харпером, а всего признавался лучшим харпером 18 раз за карьеру. Также выпустил ряд пособий для начинающих харперов. В 1979 году выпустил альбом The Harmonica According To Charlie Musselwhite с приложенным самоучителемю. На этой записи музыкант играет мастер-класс по блюзовому стилю игры на губной гармошке и ее исполнению: 13 мелодий в 13 различных тональностях.       
В 1998 году сыграл роль в фильме Братья Блюз 2000, в 2008 году фильме Охота на кабана, в 2023 году сыграл роль в фильме Мартина Скорсезе Убийцы цветочной луны. Музыкант играет в саундтреке к фильму В диких условиях (2007).
Последний по состоянию на 2024 год альбом музыкант выпустил в 2022 году под названием Mississippi Son, для записи которого он специально вернулся в Миссисипи. «В каждой из 14 песен Mississippi Son, включая восемь мощных оригинальных композиций, вокал Масселуайта непосредственно из души и мелодичная блюзовая игра на губной гармошке идеально дополняют его обманчиво простую, гипнотическую гитарную работу».
Журнал Rolling Stone: «Великолепно, оригинально и убедительно… Чарли Масселуайт, с его несомненным совершенством, устанавливает стандарт для блюза». 
The San Francisco Chronicle: «Вкус, сдержанность и сила. Он один из лучших, и как блюзмен он настолько настоящий, насколько это вообще возможно».

## Дискография
- 1967 Stand Back! Here Comes Charley Musselwhite’s Southside Band (Vanguard)
- 1968 Stone Blues (Vanguard)
- 1968 Louisiana Fog (Cherry Red Records/Kent Music)[9]
- 1969 Tennessee Woman (Vanguard)
- 1970 Memphis, Tennessee  (Paramount-ABC/MCA)
- 1970 Chicago Blue Stars-Coming Home (Blue Thumb Records)
- 1971 Takin' My Time (Arhoolie)
- 1974 Goin' Back Down South (Arhoolie)
- 1975 Leave The Blues To Us (Capitol)
- 1977 The Cream с Джоном Ли Хукером (Tomato)
- 1978 Times Gettin' Tougher Than Tough (Crystal Clear)
- 1979 The Harmonica According To Charlie Musselwhite (Kicking Mule; перевыпущен Blind Pig)
- 1982 Curtain Call: Charlie Musselwhite & The Dynatones 'Live' (War Bride-Solid Smoke; перевыпущен Westside)
- 1984 Where Have All the Good Times Gone? (Blue Rock’it)
- 1986 Mellow-Dee (CrossCut)
- 1988 Cambridge Blues (Blue Horizon)
- 1989 Memphis Charlie (Arhoolie) — сборник
- 1990 Ace Of Harps (Alligator)
- 1991 Signature (Alligator)
- 1993 In My Time (Alligator)
- 1994 The Blues Never Die (Vanguard) — сборник
- 1997 Rough News (Point Black-Virgin/EMI)
- 1999 Continental Drifter (Point Blank-Virgin/EMI)
- 1999 Super Harps (с Джеймсом Коттоном, Билли Бранчем, Шуга Рэй Норча) (Telarc)
- 1999 Harpin' on a Riff: The Best of Charlie Musselwhite (Music Collection International) — сборник
- 2000 Best of the Vanguard Years (Vanguard) — сборник
- 2000 Up and Down the Highway: Live 1986 (Indigo; перевыпуск Cambridge Blues)
- 2002 One Night in America (Telarc)
- 2003 Darkest Hour: The Solo Recordings of Charlie Musselwhite (Henrietta Records)
- 2004 Sanctuary (Real World-Narada/EMI)
- 2005 Deluxe Edition (Alligator) — сборник
- 2006 Delta Hardware (Real World-Narada/EMI)
- 2007 Black Snake Moan (Music from the Motion Picture) (New West)
- 2008 Rough Dried: Live at the Triple Door (Henrietta)
- 2010 The Well (Alligator)
- 2012 Juke Joint Chapel [live] (Henrietta)
- 2013 Get Up! (с Беном Харпером) (Stax-Concord/UMe)
- 2013 Remembering Little Walter (с различными артистами, Blind Pig, 2013)
- 2015 I Ain’t Lyin'… [live] (Henrietta)
- 2018 No Mercy in This Land (с Беном Харпером) (ANTI/Epitaph)[10]
- 2020 100 Years of Blues (с Элвином Бишопом) (Alligator Records)[11][12]
- 2022 Mississippi Son (Alligator)[13]